# 酒色駝背脂鯉
酒色駝背脂鯉（学名：Cyphocharax oenas），為輻鰭魚綱脂鯉目脂鯉亞目無齒脂鯉科的其中一個種，分布於南美洲委內瑞拉奧里諾科河流域，體長可達4.8公分，棲息在河川底中層水域，生活習性不明。